# SUP Media
SUP Media (до 20.12.2011 — SUP Fabrik) — медийная компания со штаб-квартирой в Москве. Получила широкую известность после приобретения у компании Six Apart сайта livejournal.com.

## История
Компания была основана в августе 2006 года российским предпринимателем Александром Мамутом и Эндрю Полсоном — американским издателем, создателем журнала «Афиша». Первым проектом компании стала покупка прав на развитие русскоязычного сегмента «Живого журнала» (ЖЖ): на тот момент около трети двадцатимиллионой аудитории блог-платформы приходилось на Россию. Спустя год SUP полностью выкупил «Живой Журнал» у американской Six Apart за 30 млн долларов. Также российская компания вела переговоры о покупке Diary.ru и Journal.ru, но сделки не состоялись.
В 2007 году в структуру SUP вошёл «Чемпионат.ком», у холдинга появился собственный рекламный сейлз-хаус +SOL. В 2008 году совладельцем компании стал Алишер Усманов. В качестве части платы Усманов передал SUP издание «Газета.ru». Тогда же холдинг возглавила Аннелис ван ден Бельт, ранее работавшая в The Times, Telegraph и Independent Media.
«Живой журнал» был якорным ресурсом для SUP, однако приносил сравнительно небольшие рекламные доходы. Чтобы преодолеть сложности, SUP занимался связаванием ресурсов: новые проекты запускались вместе с сообществами в ЖЖ, система комментирования блог-платформы была встроена в «Газету.ru» и вновь запущенные Redigo.ru и Letidor.ru. Между многими сайтами в периметре SUP был организован обмен контентом. 
В 2012 году Усманов вышел из проекта: Мамут передал Усманову 50% «Евросети», а Усманов Мамуту — 50% SUP, 535 млн долларов и векселя на 395 млн долларов. В марте 2013 года компании SUP и «Рамблер-Афиша» объединились. В мае 2013 сделка завершилась и SUP Media вошла в группу компаний Rambler&Co.

## Собственники и руководство
Владельцем SUP Media является Rambler&Co (100 %).

## Деятельность
По сведениям с официального сайта, на данный момент SUP Media контролирует следующие Интернет-проекты:
- Газета.Ru — информационное общественно-политическое онлайн-издание.
- Живой Журнал — одна из старейших и наиболее известных в мире блог-платформ, влиятельное социальное медиа.
- Чемпионат.com — крупнейший спортивный интернет-ресурс.
- Фанат.ру — социальная сеть спортивных болельщиков.
- Quto.ru — онлайн-сервис по подбору новых автомобилей.
- Redigo.ru — русскоязычный сайт о путешествиях. Содержит гиды по всем странам мира, актуальные новости, советы редакции и отзывы опытных путешественников. В марте 2016 года сайт стал частью Рамблер/Путешествий.
- +SOL — рекламное агентство, специализирующееся на работе с социальными СМИ (одновременно является внутренним коммерческим отделом SUP Media).
- Letidor.ru — русскоязычный сайт для родителей. Содержит статьи на темы воспитания детей, сервисы «Игра на вечер» и «Календарь беременности»

## Критика
Компания неоднократно подвергалась резкой критике в связи с управлением Живым Журналом: за введение собственной индексации и особенно за отмену так называемых базовых аккаунтов (бесплатных аккаунтов без рекламы) для новых пользователей. 21 марта 2008 года многие пользователи ЖЖ в России и за рубежом бойкотировали ЖЖ в рамках акции протеста «День без контента». Критики замечают, что руководитель службы блогов компании SUP Антон Носик утверждал, что базовые аккаунты будут сохранены.